# اشچیانکا، گمینا سوبوله
اشچیانکا، گمینا سوبوله (به لاتین: Trzcianka, Gmina Sobolew) یک منطقهٔ مسکونی در لهستان است که در Gmina Sobolew واقع شده‌است.